# Робер Паверік
Робер Паверік (фр. Robert Paverick, 19 листопада 1912 — 25 травня 1994) — бельгійський футболіст, що грав на позиції захисника.
Виступав за «Антверпен» та «Беєрсхот», а також національну збірну Бельгії. Дворазовий чемпіон Бельгії.

## Клубна кар'єра
У дорослому футболі дебютував 1930 року виступами за команду клубу «Антверпен», в якій провів сімнадцять сезонів. За цей час двічі виборював титул чемпіона Бельгії.
Завершив професійну ігрову кар'єру у «Беєрсхоті», за який виступав протягом 1948—1949 років.
Помер 25 травня 1994 року на 82-му році життя.

## Виступи за збірну
31 березня 1935 року дебютував в офіційних іграх у складі національної збірної Бельгії в товариському матчі проти Нідерландів (2:2), що проходив у Антверпені. Протягом кар'єри у національній команді, яка тривала 12 років, провів у формі головної команди країни 41 матч.
У складі збірної був учасником чемпіонату світу 1938 року у Франції, де зіграв один матч проти Франції (1:3).

## Титули і досягнення
- Чемпіон Бельгії (2):

«Антверпен»: 1930/31, 1943/44